# Chính sách ngăn chặn Trung Quốc

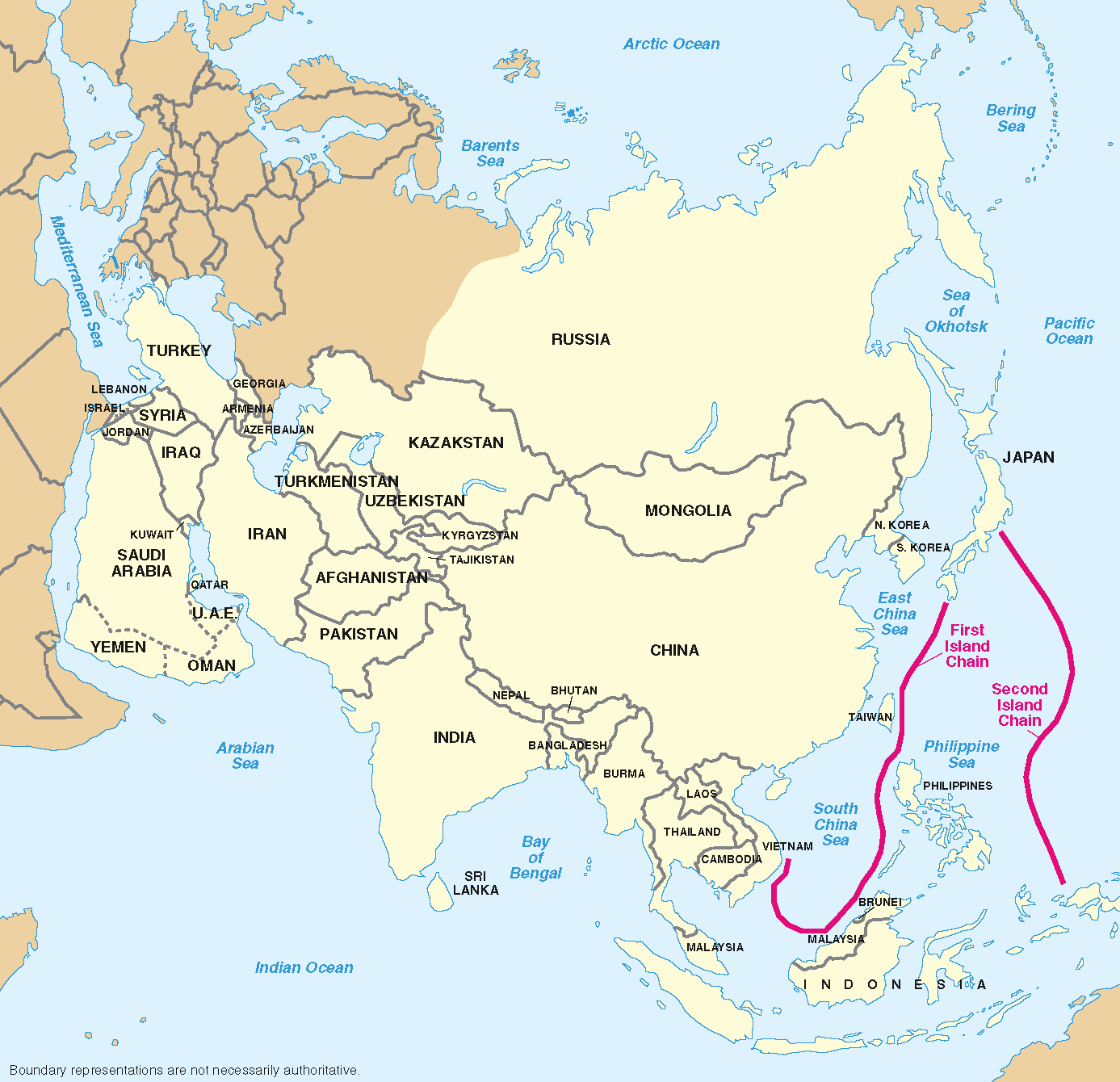
Chuỗi đảo thứ nhất và thứ hai trong Chiến lược chuỗi đảo của Mỹ, được nghiên cứu bởi các chiến lược gia quân sự Trung Quốc để tránh bị bao vây

Chính sách ngăn chặn của Trung Quốc là một thuật ngữ chính trị đề cập đến mục tiêu chính sách đối ngoại của Hoa Kỳ trong quá khứ hoặc hiện tại để làm giảm sự tăng trưởng kinh tế và chính trị của Cộng hòa Nhân dân Trung Hoa. Thuật ngữ này xuất phát từ chính sách ngăn chặn của Hoa Kỳ chống lại các nước cộng sản trong Chiến tranh Lạnh. Lý thuyết này được cư dân mạng Trung Quốc ưa chuộng.
Lý thuyết này nói rằng Hoa Kỳ cần một Trung Quốc yếu, chia rẽ để tiếp tục bá quyền ở châu Á. Chiến lược nhiều mặt này được thực hiện bởi Hoa Kỳ bằng cách thiết lập quan hệ quân sự, kinh tế và ngoại giao với các quốc gia gần biên giới Trung Quốc, gây khó khăn cho những nỗ lực của chính Trung Quốc trong việc xây dựng liên minh và đối tác kinh tế, và sử dụng thuế quan, trừng phạt và luật pháp. Sự hiện diện của quân đội Mỹ ở Afghanistan, Uzbekistan và Tajikistan, Philippines; quan hệ được tăng cường gần đây với Hàn Quốc và Nhật Bản; nỗ lực cải thiện quan hệ với Ấn Độ và Việt Nam; Chiến lược Xoay trục Châu Á năm 2012 của chính quyền Obama để tăng cường sự tham gia của Mỹ vào Thái Bình Dương đã được chỉ ra là bằng chứng của chính sách ngăn chặn hiện tại. Hoa Kỳ trước đây tuyên bố họ không có chính sách ngăn chặn của Trung Quốc và họ "muốn Trung Quốc thành công và thịnh vượng". Tuy nhiên, Hoa Kỳ đã nỗ lực kiềm chế Trung Quốc trong quá khứ thông qua các hành động quân sự được thực hiện trong Chiến tranh Việt Nam như đã được chứng minh trong những Hồ sơ Lầu năm góc bị rò rỉ. Sự tái lập quan hệ với Trung Quốc của Tổng thống Richard Nixon, đã báo hiệu một sự thay đổi tạm thời trong trọng tâm để đạt được đòn bẩy trong việc kiềm chế Liên Xô. Vị trí đó đã thay đổi vào năm 2019 khi Giám đốc hoạch định chính sách của Bộ Ngoại giao Hoa Kỳ, Kiron Skinner tiết lộ chi tiết về một nghiên cứu chi tiết về chiến lược ngăn chặn Trung Quốc được cho là chịu ảnh hưởng của cuốn sách Clash of Civilization của Samuel Huntington.

## Lý giải

### Thời kỳ chiến tranh lạnh

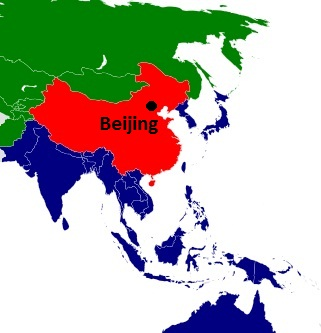
Bản đồ mô tả tầm nhìn của McNamara bao vây Trung Quốc với Liên Xô, Nhật Bản và Hàn Quốc, Ấn Độ và Pakistan, và Đông Nam Á

Trong Chiến tranh Lạnh, Hoa Kỳ cố gắng ngăn chặn sự lan rộng của chủ nghĩa cộng sản theo lý thuyết domino và kìm hãm các nước cộng sản bao gồm cả Trung Quốc. Những tiết lộ về động cơ công khai và mí mật đằng sau sự can thiệp của Hoa Kỳ vào Việt Nam và việc mở rộng hoạt động chiến đấu sang Campuchia và Lào gần đó đã bị rò rỉ trong Lầu năm góc của Daniel Ellsberg năm 1971.
Mặc dù Tổng thống Lyndon B. Johnson tuyên bố rằng mục đích của Chiến tranh Việt Nam là bảo đảm một "miền Nam Việt Nam độc lập, không cộng sản", một bản ghi nhớ tháng 1 năm 1965 của Bộ trưởng Quốc phòng Robert McNamara tuyên bố rằng lý do căn bản là "không phải giúp đỡ bạn bè, mà để ngăn chặn Trung Quốc".
McNamara cáo buộc Trung Quốc nuôi tham vọng đế quốc như của Đức Quốc xã và Đế quốc Nhật Bản. Theo McNamara, người Trung Quốc đã âm mưu "tổ chức tất cả châu Á" chống lại Hoa Kỳ.

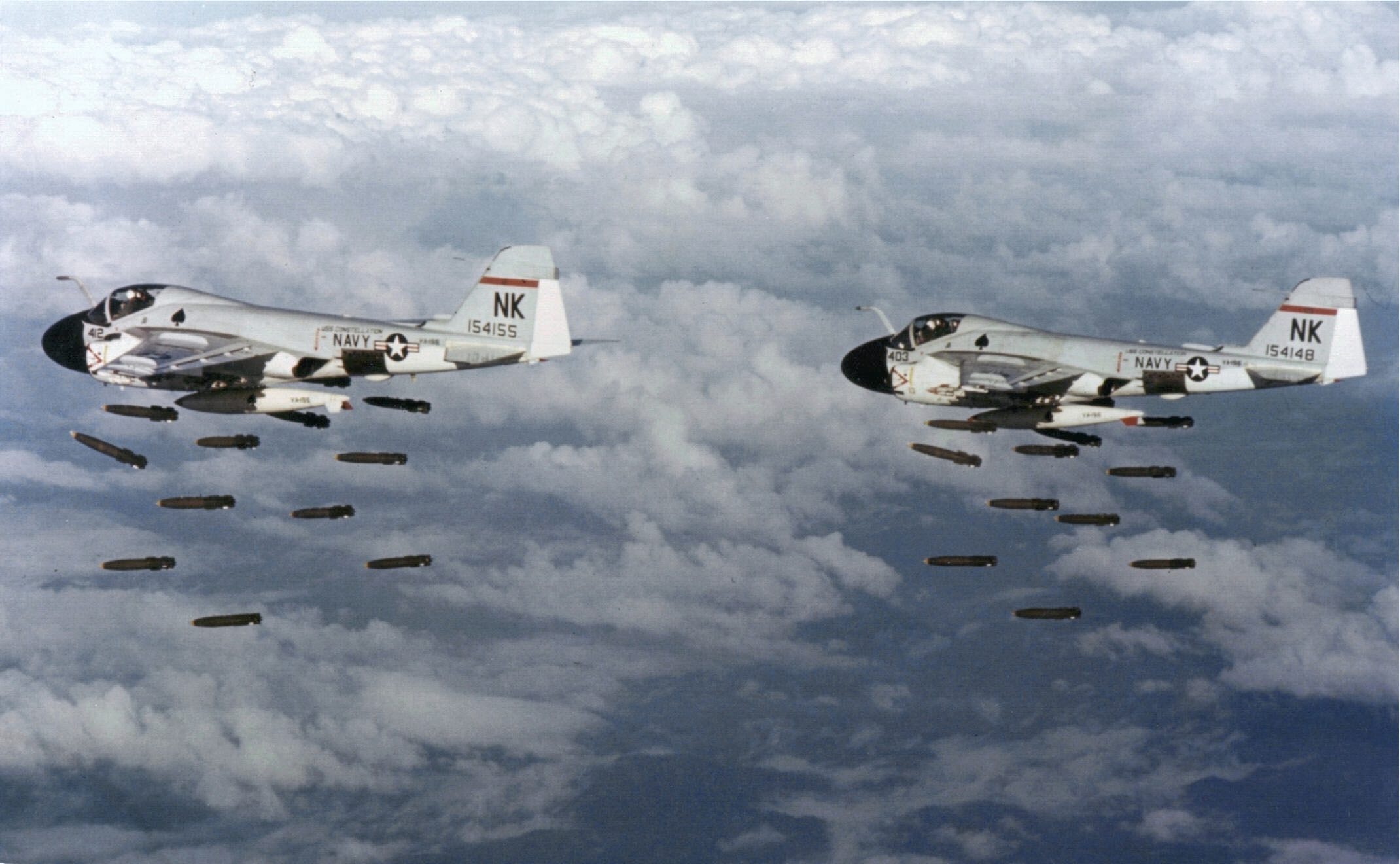
Máy bay ném bom mọi thời tiết A-6A của Hải quân Hoa Kỳ vào năm 1968

Theo Bộ trưởng Quốc phòng Hoa Kỳ Robert McNamara, chính sách ngăn chặn của Trung Quốc tại Hoa Kỳ là một nỗ lực chiến lược lâu dài để bao vây Bắc Kinh với Liên Xô, các quốc gia vệ tinh, cũng như: a) Mặt trận Nhật Bản - Hàn Quốc, b) Mặt trận Ấn Độ - Pakistan, và c) Mặt trận Đông Nam Á

### Hậu chiến tranh lạnh
Trong thời hiện đại hơn sau khi Nixon nối lại quan hệ với Trung Quốc và sự sụp đổ của Liên Xô, Hoa Kỳ và Trung Quốc đã tận hưởng một thời kỳ quan hệ kinh tế chặt chẽ hơn và ấm áp hơn.
Báo cáo đánh giá phòng thủ bốn năm 2006 của Hoa Kỳ tuyên bố rằng Trung Quốc có "tiềm năng lớn nhất của bất kỳ quốc gia nào để cạnh tranh quân sự với Mỹ và các công nghệ quân sự đột phá trong thời gian bù đắp lợi thế truyền thống của Mỹ". Tài liệu tiếp tục bằng việc nói rằng Trung Quốc phải cởi mở hơn trong việc báo cáo chi tiêu quân sự và kiềm chế "khóa" nguồn cung cấp năng lượng bằng cách tiếp tục ký hợp đồng năng lượng với các chế độ tai tiếng ở Châu Phi và Trung Á. Chính sách này giả định rằng các biện pháp nên được thực hiện đối với Trung Quốc để ngăn chặn nước này tìm kiếm quyền bá chủ ở khu vực châu Á-Thái Bình Dương và/hoặc trên toàn thế giới.
Giới lãnh đạo chính trị của Hoa Kỳ bắt đầu công khai ủng hộ các chính sách ngăn chặn vào năm 2011, bắt đầu từ cuộc xoay trục của Tổng thống Barack Obama hướng đến châu Á, chính sách được cho là liên quan đến việc kết thúc chiến tranh Iraq và rút quân và khí tài ở Trung Đông và khu vực Vịnh Ba Tư và triển khai lại chúng ở châu Á-Thái Bình Dương. Song, Hoa Kỳ đã cố gắng mở một cuộc đối thoại đa phương về Biển Đông. Những người ủng hộ ngăn chặn Trung Quốc hoặc gia tăng sự tham dự của Mỹ ở Đông Á đã viện dẫn Hoa Kỳ như một đối trọng với sự bành trướng của Trung Quốc. Các quốc gia trong tranh chấp lãnh thổ với Trung Quốc, như ở Biển Đông và Quần đảo Senkaku, đã phàn nàn về sự quấy rối ở các khu vực tranh chấp. Một số chuyên gia cho rằng Trung Quốc có thể tận dụng sức mạnh kinh tế của họ trong các tranh chấp như vậy, một ví dụ là sự hạn chế đột ngột đối với việc nhập khẩu chuối của Trung Quốc trong căng thẳng đối với bãi cạn Scarborough.

## Định hình và thực hiện
Tổng thống Trump và chính quyền của ông đã tiết lộ chi tiết về một chiến lược dài hạn trong việc đối phó với sự trỗi dậy của Trung Quốc. Một nghiên cứu về Trung Quốc được thực hiện bởi một nhóm làm việc nhỏ trong Bộ Ngoại giao Hoa Kỳ do Kiron Skinner dẫn đầu hình dung một thế giới với sự cạnh tranh quyền lực bạo lực và không thể tránh khỏi và một cuộc đụng độ giữa các nền văn minh. Nghiên cứu này được gọi một cách không chính thức là Thư X tương tự như Bài báo X ủng hộ chiến lược ngăn chặn Liên Xô. Trong bài phát biểu tại Diễn đàn An ninh Tương lai vào ngày 29 tháng 4 năm 2019, Skinner, Giám đốc hoạch định chính sách, đã mô tả Chiến tranh Lạnh là một cuộc chiến lớn trong "gia đình phương Tây" và nhờ hệ thống giá trị và di sản chung đó, đột phá được thực hiện; tuy nhiên, đối với Trung Quốc, bà cho rằng không thể có chung sống hay hợp tác vì đó là "... một cuộc chiến với một nền văn minh thực sự khác biệt và một hệ tư tưởng khác biệt" và "lần đầu tiên chúng ta sẽ có một đối thủ cạnh tranh quyền lực lớn không phải là Da trắng". Trump đã nhiều lần nói công khai về việc lại gần Nga và được cho là đã trao đổi với các quan chức Nga trong nỗ lực lôi kéo Nga về phe mình để kiềm chế Trung Quốc. Một bức thư ngỏ của các học giả, chuyên gia chính sách đối ngoại và các nhà lãnh đạo doanh nghiệp tập trung vào Trung Quốc đã tuyên bố cách tiếp cận đối nghịch mới là phản tác dụng và thúc giục chính quyền tiếp tục cách tiếp cận hợp tác hơn.

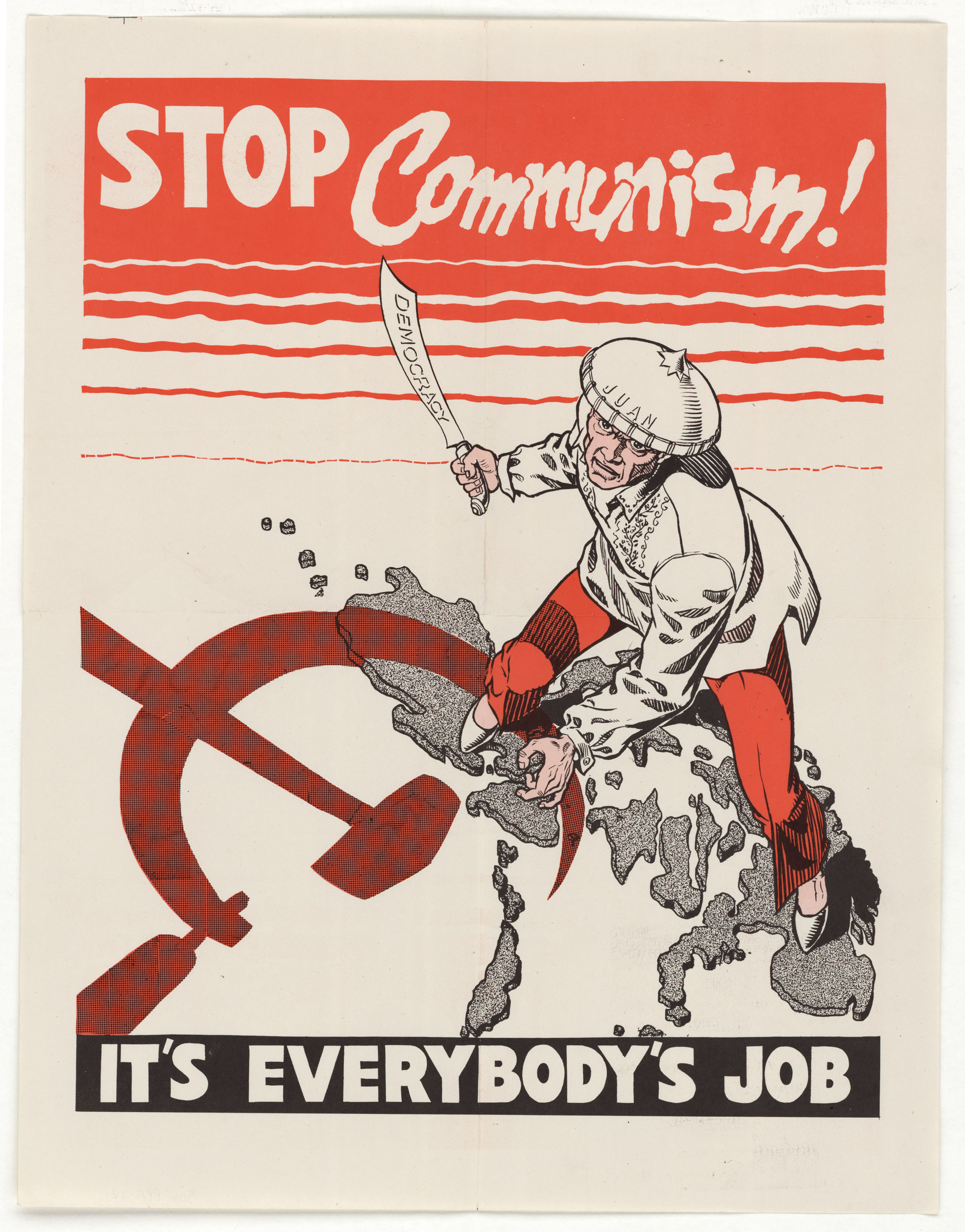
Áp phích dịch vụ thông tin Hoa Kỳ phân phát ở châu Á mô tả Juan dela Cruz sẵn sàng bảo vệ Philippines dưới sự đe dọa của chủ nghĩa cộng sản, năm 1951.

Chính sách mới này đã được các tổ chức đa quốc gia, tổ chức phi chính phủ, và think tank dẫn dắt bởi Hoa Kỳ củng cố. Vào tháng 4 năm 2019, biên bản thứ tư của think-tank tân bảo thủ có tầm ảnh hưởng lớn "Ủy ban về mối nguy hiện tại" đã được công bố, tự gọi là "Ủy ban về mối nguy hiện tại: Trung Quốc (CPDC)" trong một cuộc họp báo ở Washington, DC. Tổ chức này đã được cải cách bởi cựu Chiến lược gia trưởng Nhà Trắng Steve Bannon và cựu nhân viên chính quyền Frank Gaffney để "giáo dục và thông báo cho các công dân Mỹ và các nhà hoạch định chính sách về các mối đe dọa sống còn từ Cộng hòa Nhân dân Trung Hoa dưới sự cai trị sai lầm của Đảng Cộng sản Trung Quốc". CPDC đưa ra quan điểm rằng "không có hy vọng chung sống với Trung Quốc chừng nào Đảng Cộng sản cai trị đất nước này".  Quan điểm này đã gặp phải một số lời chỉ trích trong cộng đồng quan hệ đối ngoại là quá diều hâu, cho rằng nó tương tự như sự reo rắc nỗi sợ trong Khủng hoảng đỏ dưới thời Thượng nghị sĩ Joseph McCarthy và sự quá khích dẫn đến chiến tranh thảm khốc ở Việt Nam và Iraq.
Với những câu hỏi về mục đích của Tổ chức Hiệp ước Bắc Đại Tây Dương trong một thế giới sau Chiến tranh Lạnh, các nước NATO đã kiềm chế không định hướng lại và chỉ đích danh Trung Quốc là kẻ thù, nhưng tổng thư ký Jens Stoltenberg của NATO nói rằng tổ chức này cần phải nhìn nhận những thách thức được đặt ra bởi Trung Quốc tại một sự kiện của NATO vào năm 2019, nói rằng "Trung Quốc sẽ sớm có nền kinh tế lớn nhất thế giới. Và nó đã có ngân sách quốc phòng lớn thứ hai, đầu tư rất nhiều vào các khả năng mới" và cũng nói rằng NATO không muốn "tạo ra kẻ thù mới". Điều này trái ngược với đại diện NATO của Hoa Kỳ tại sự kiện này, người đã gọi Trung Quốc là "đối thủ cạnh tranh".

### Chiến lược quân sự

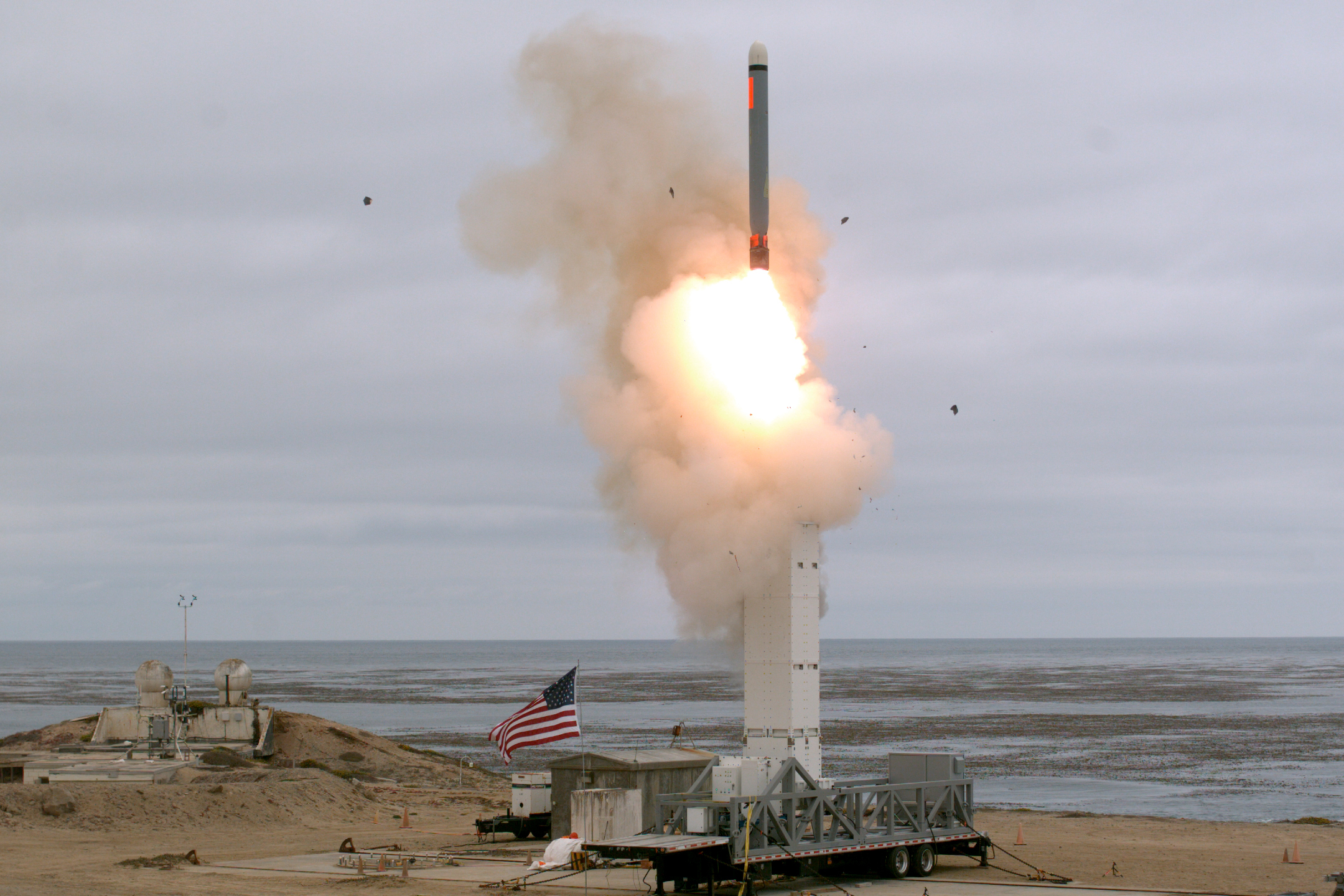
Hoa Kỳ thử nghiệm bắn một tên lửa hành trình tầm trung phóng từ mặt đất vào ngày 18 tháng 8 năm 2019

Chiến lược Ấn Độ-Thái Bình Dương của Hoa Kỳ nói chung là sử dụng các nước xung quanh Trung Quốc để giảm bớt ảnh hưởng của nó. Điều này bao gồm tăng cường liên kết giữa Hàn Quốc và Nhật Bản  cũng như cố gắng để Ấn Độ, một quốc gia đang phát triển lớn khác tham gia giúp đỡ. Ngoài ra, với việc Mỹ rút khỏi Hiệp ước Lực lượng hạt nhân tầm trung với Nga (một phần vì Trung Quốc không phải là thành viên), Hoa Kỳ đã muốn tìm một nước ở khu vực châu Á-Thái Bình Dương để đặt vũ khí hướng vào Trung Quốc. Ngoài ngoại giao quyền lực mềm trong khu vực, Mỹ còn bao vây Trung Quốc về thực tế với các căn cứ quân sự trong trường hợp có bất kỳ xung đột nào. Hoa Kỳ đã phát triển nhiều căn cứ quân sự ở Châu Á Thái Bình Dương được trang bị tàu chiến, vũ khí hạt nhân và máy bay ném bom có khả năng hạt nhân để ngăn chặn và đạt được sự thống trị toàn diện trong chiến lược tương tự như Chiến tranh Lạnh.

### Luật pháp và chế tài
Việc sử dụng các biện pháp trừng phạt kinh tế luôn là công cụ của chính sách đối ngoại của Mỹ và được sử dụng thường xuyên hơn trong thế kỷ 21, từ việc nhắm mục tiêu vào các cá nhân và đôi khi cả nước bằng cách sử dụng tính trung tâm của hệ thống tài chính Mỹ và vị thế của đồng đô la như thế giới tiền dự trữ để hạn chế giao dịch và dòng tiền.

#### Tân Cương
Trong lĩnh vực nhân quyền, Hoa Kỳ và chính quyền Trump đã làm việc để cô lập Trung Quốc trên trường quốc tế bằng cách thu hút sự chú ý vào hồ sơ nhân quyền. Cụ thể, các nhà hoạch định chính sách Hoa Kỳ đã tập trung vào tình trạng của các "trại cải tạo" của Trung Quốc đối với những người bị buộc tội cực đoan tôn giáo ở Khu tự trị Tân Cương của Trung Quốc, khu vực có người thiểu số Hồi giáo Uyghur, cũng như các cuộc biểu tình ở Hồng Kông. Những trại này, mà một số NGO   ước tính chứa hơn một triệu người, được mô tả là "trại truyền giáo" và hoạt động như nhà tù để xóa bỏ văn hóa và tôn giáo Uyghur trong một nỗ lực tại Hán hoá  cũng được ví như trại tập trung trong những ngày đầu của Đức Quốc xã. Quốc hội Hoa Kỳ đã trả lời các báo cáo này với lời kêu gọi áp dụng các biện pháp trừng phạt theo Đạo luật Trách nhiệm Nhân quyền Toàn cầu; vào tháng 12 năm 2019, Hạ viện và Thượng viện đã thông qua Đạo luật Chính sách Nhân quyền của người Duy Ngô Nhĩ. Các quan chức Trung Quốc đã phản ứng lại những lời chỉ trích và giám sát bằng cách chối bỏ ước tính dân số của trại hơn một triệu người trại của các chuyên gia nước ngoài và nói rằng các trung tâm giáo dục nghề nghiệp của người Hồi giáo ở Tân Cương là để ngăn chặn chủ nghĩa cực đoan tôn giáo bằng cách dạy tiếng phổ thông và kỹ năng công việc và cho rằng báo cáo này "méo mó và nói xấu ác ý" các nỗ lực chống khủng bố và cực đoan của Trung Quốc. Trong một sự kiện tại phiên họp của Hội đồng Nhân quyền LHQ tại Geneva, người phát ngôn của Cục Nhân quyền Trung Quốc thuộc Văn phòng Thông tin Hội đồng Nhà nước đã nói với các phóng viên rằng "nếu bạn không nói đó là cách tốt nhất, có lẽ đó là cách cần thiết để giải quyết Chủ nghĩa cực đoan Hồi Giáo hoặc tôn giáo nói chung, bởi vì phương Tây đã thất bại trong việc này, trong việc đối phó với chủ nghĩa cực đoan Hồi giáo", và bác bỏ quan điểm rằng sự giám sát ở Tân Cương tạo ra một môi trường thiết quân luật, nói "về giám sát, Trung Quốc đang học hỏi từ Anh... số máy CCTV trên đầu người của Anh cao hơn nhiều so với khu vực tự trị Tân Cương của Trung Quốc.

#### Hồng Kông
Như đã từng xảy ra trong quá khứ với các quốc gia đối nghịch khác, một số người có thể cho rằng Hoa Kỳ áp dụng chiến lược Chia để trị ở Hồng Kông thông qua việc thúc đẩy các thể chế dân chủ phương Tây. Bắc Kinh cáo buộc Hoa Kỳ can thiệp nội bộ bằng cách ủng hộ người biểu tình đeo mặt nạ đen thông qua Quỹ quốc gia tài trợ cho Dân chủ. Mặc dù Hoa Kỳ bác bỏ các cáo buộc can thiệp, các nhà ngoại giao Hoa Kỳ đã được chụp ảnh đang họp với người biểu tình, các nhà lập pháp đã hội kiến với nhiều nhà lãnh đạo biểu tình ở Washington và lên tiếng ủng hộ công khai các yêu sách của người biểu tình, nói rằng trật tự Một quốc gia, hai chế độ phải được tôn trọng.

### Chiến lược kinh tế
Với việc Trung Quốc gia nhập Tổ chức Thương mại Thế giới năm 2001 với sự chấp thuận của Hoa Kỳ, Trung Quốc và nền kinh tế thế giới được hưởng lợi từ toàn cầu hóa và tiếp cận các thị trường mới và thương mại gia tăng dẫn đến. Mặc dù vậy, một số người ở Hoa Kỳ phàn nàn rằng một phần lý do cho Trung Quốc vào WTO, sự tự do hóa chính trị của chính phủ Trung Quốc theo đường lối của Đồng thuận Washington, đã không bao giờ thành hiện thực. Hoa Kỳ hy vọng tự do hóa kinh tế cuối cùng sẽ dẫn đến tự do hóa chính trị cho một chính phủ gần giống với Đặc khu hành chính Hồng Kông.

#### Quan hệ đối tác xuyên Thái Bình Dương
Một phần, Hiệp định Đối tác xuyên Thái Bình Dương (TPP), về mặt địa chính trị được cho là có khả năng đưa các nước láng giềng của Trung Quốc đến gần Hoa Kỳ và giảm đòn bẩy kinh tế và phụ thuộc vào thương mại Trung Quốc. Nếu được phê chuẩn, TPP sẽ tăng cường ảnh hưởng của Mỹ đối với các quy tắc tương lai cho nền kinh tế toàn cầu. Bộ trưởng Quốc phòng Hoa Kỳ Ash Carter tuyên bố việc thông qua TPP có giá trị đối với Hoa Kỳ giống như việc chế tạo ra một tàu sân bay mới. Tổng thống Obama đã lập luận rằng "nếu chúng ta không thông qua thỏa thuận này -- nếu Mỹ không viết ra quy tắc -- thì các nước như Trung Quốc sẽ làm".
Tổng thống Donald Trump chính thức rút Hoa Kỳ khỏi Hiệp định Đối tác xuyên Thái Bình Dương năm 2017.

#### Chiến tranh thương mại

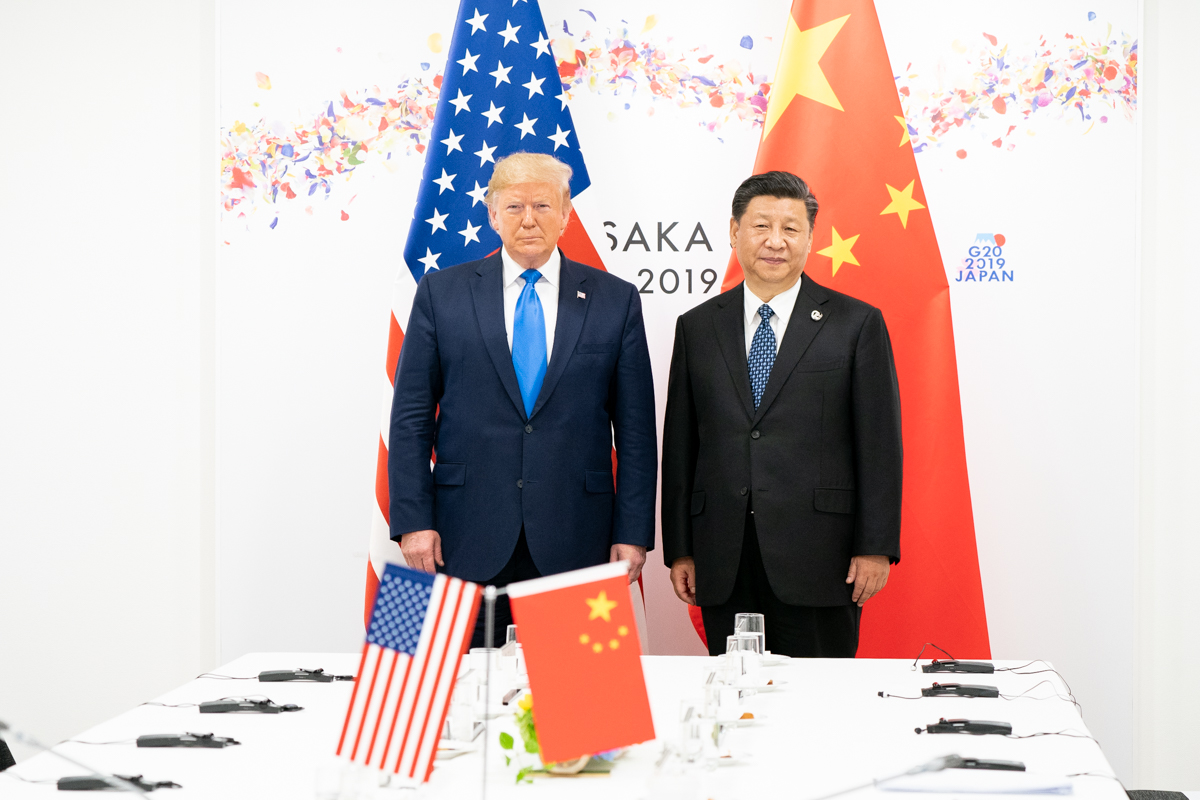
Donald Trump và Tập Cận Bình tại hội nghị thượng đỉnh G20 Osaka 2019

Trong cuộc chiến tranh thương mại Trung Quốc Hoa Kỳ, Tổng thống Donald Trump năm 2018 đã bắt đầu thiết lập thuế quan và các rào cản thương mại khác đối với Trung Quốc với mục tiêu buộc nước này phải thay đổi những gì Mỹ nói là "tập quán thương mại không công bằng". Hoa Kỳ nói rằng những tập quán này và hậu quả của chúng bao gồm thâm hụt thương mại ngày càng tăng, trộm cắp tài sản trí tuệ và chuyển giao công nghệ bắt buộc. Một số người cho rằng những cáo buộc này là đạo đức giả và phóng đại; và cho rằng Trung Quốc đang theo đuổi phát triển kinh tế giống như nhiều nền kinh tế công nghiệp hiện đại khác đã làm trước đó, ngoại trừ trong một thế giới nơi các quy tắc của trật tự thương mại tự do toàn cầu được phát triển và hậu thuẫn bởi Hoa Kỳ khiến việc phát triển trở nên khó khăn hoặc không thể bắt chước được. Tại Hội nghị Bretton Woods, đại diện của Hoa Kỳ, Harry Dexter White, đã kiên trì yêu cầu đồng tiền dự trữ thế giới là đồng đô la Mỹ thay vì một đơn vị tiền tệ quốc tế mới được đề xuất và IMF và Ngân hàng Thế giới nằm dưới sự xem xét của Hoa Kỳ. Chính quyền Reagan và Đại diện Thương mại Hoa Kỳ Robert Lighthizer đã đưa ra những tuyên bố giống hệt vào những năm 1980 khi Nhật Bản đang trải qua phép màu kinh tế khiến Nhật Bản phải ký Hiệp định Plaza. Giống như TPP, người ta đã lập luận rằng cuộc chiến thương mại chỉ đơn giản là một nỗ lực trực tiếp hơn để kìm hãm sự phát triển của Trung Quốc và là dấu hiệu cho thấy sự thay đổi trong nhận thức của công chúng Hoa Kỳ về "một đối thủ cần bị kìm hãm và đánh bại" giữa hai đảng chính trị trong Quốc hội, công chúng và thậm chí cả lĩnh vực kinh doanh. Tuy nhiên, người ta đã tranh luận rằng việc sử dụng sách lược Chiến tranh Lạnh đã thành công với Liên Xô trước đây, một nền kinh tế nhà nước và nói chung là đóng cửa, sẽ không có tác dụng với Trung Quốc vì quy mô lớn, sự giàu có ngày càng tăng và nền kinh tế sôi động. Để ngăn chặn tiến trình phát triển, đặc biệt là kế hoạch Made in China 2025, Hoa Kỳ đã đáp trả bằng cách gây khó khăn cho các công ty công nghệ Trung Quốc trong việc có được công nghệ của Hoa Kỳ, đầu tư hoặc mua lại các công ty công nghệ Hoa Kỳ, và thậm chí cố gắng cản trở công việc kinh doanh trong nước và nước ngoài của các công ty cụ thể như Huawei và ZTE với lý do an ninh quốc gia.  Với các quan chức chính quyền cấp cao của Trump như John Bolton, Peter Navarro và Robert Lightizer yêu cầu bất kỳ thỏa thuận thương mại toàn diện nào cần yêu cầu "thay đổi cấu trúc".
Trước thuế quan của Mỹ trong cuộc chiến thương mại và các lệnh trừng phạt đối với Nga sau khi sáp nhập Crimea, Trung Quốc và Nga đã xây dựng mối quan hệ kinh tế chặt chẽ hơn cũng như hợp tác an ninh và quốc phòng để bù đắp tổn thất.

#### Sáng kiến Vành đai và Con đường

Các quốc gia đã ký các văn bản hợp tác liên quan đến Sáng kiến Vành đai và Con đường

Một tranh chấp cao cấp khác giữa Hoa Kỳ và Trung Quốc trên trường quốc tế là báo động của Hoa Kỳ về dấu ấn địa chính trị ngày càng tăng của Trung Quốc trong ngoại giao quyền lực mềm và tài chính và thương mại quốc tế. Đặc biệt, chính quyền Trump nói riêng cũng như truyền thông phương Tây nói chung đánh giá Sáng kiến Vành đai và Con đường của Trung Quốc là "ngoại giao bẫy nợ" "hung hăng", điển hình là hợp đồng thuê dài hạn Cảng Hambantota của Sri Lanka cho một công ty nhà nước Trung Quốc sau khi Sri Lanka đã vỡ nợ trong một khoản vay để phát triển cảng.

## Các liên minh chiến lược

### Hoa Kỳ - Ấn Độ
Người ta cho rằng liên minh đã được thành lập hoặc được xác nhận lại trong chuyến thăm của Tổng thống George W. Bush đến Ấn Độ vào tháng 3 năm 2006. Các phương tiện truyền thông suy đoán rằng mục đích của Hoa Kỳ là sử dụng Ấn Độ để kiềm chế Trung Quốc. Các quan chức Ấn Độ công khai phủ nhận điều này.

### Hoa Kỳ - Nhật Bản - Úc
Ngoại trưởng Condoleezza Rice đã đến thăm Úc vào tháng 3 năm 2006 cho "diễn đàn an ninh ba bên" với Ngoại trưởng Nhật Bản Taro Aso và người đồng cấp Úc Alexander Downer. (Xem Nhật Bản Quan hệ Hoa Kỳ và Quan hệ Hoa Kỳ Úc) Được các phương tiện truyền thông châu Á coi như là một "NATO nhỏ chống lại Trung Quốc" hay "liên minh tay ba" mới, hay "trục dân chủ" theo báo Economist.

### Hoa Kỳ - Nhật Bản - Úc - Ấn Độ
Vào tháng 5 năm 2007, bốn quốc gia đã ký một thỏa thuận hợp tác quân sự chiến lược, Đối thoại An ninh Tứ giác.

### Hoa Kỳ - Nhật Bản - Ấn Độ
Ba quốc gia này đã tổ chức cuộc họp ba bên đầu tiên vào tháng 12 năm 2011 

### Hoa Kỳ - Đài Loan

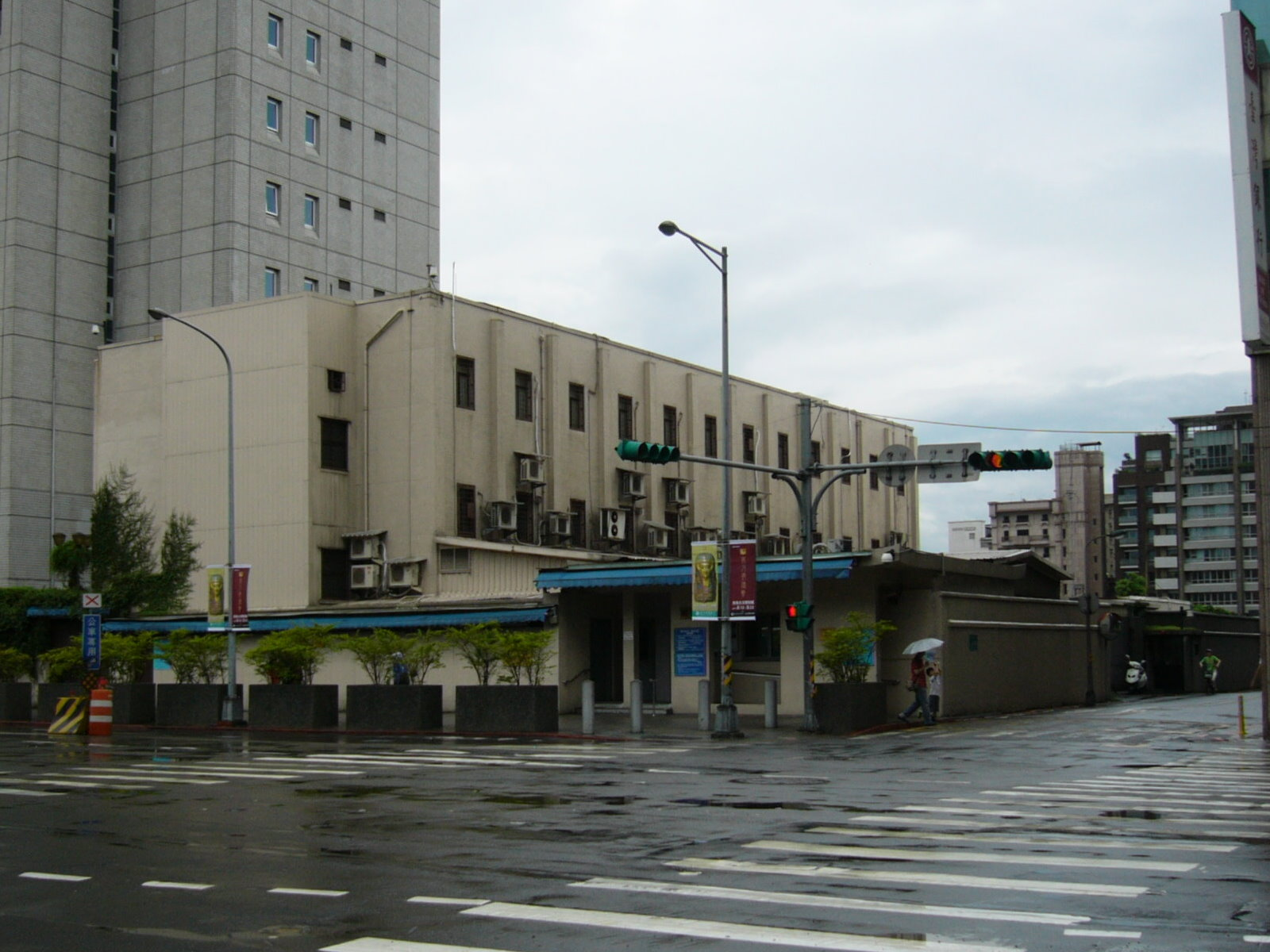
Đại sứ quán Mỹ trên thực tế, Viện Hoa Kỳ tại Đài Loan tại Đài Bắc, Đài Loan

Mặc dù Hoa Kỳ công nhận Cộng hòa Nhân dân Trung Hoa vào năm 1979, Hoa Kỳ vẫn duy trì quan hệ ngoại giao trên thực tế và bắt buộc phải làm vậy bởi Đạo luật Quan hệ Đài Loan, trong đó tuyên bố mơ hồ, "Hoa Kỳ sẽ cung cấp cho Đài Loan các vật dụng và dịch vụ quốc phòng với số lượng đủ lớn để cho phép Đài Loan duy trì khả năng tự vệ".
Thập kỷ gần đây đã chứng kiến tần suất bán vũ khí của Mỹ cho Đài Loan ngày càng tăng cùng với việc mở rộng quan hệ thương mại. Vào ngày 16 tháng 12 năm 2015, chính quyền Obama đã công bố một thỏa thuận bán vũ khí trị giá 1,83 tỷ đô la cho Lực lượng Vũ trang Đài Loan, một năm và tám tháng sau khi Quốc hội Hoa Kỳ thông qua đạo luật Taiwan Relations Act Affirmation and Naval Vessel Transfer Act năm 2014 để cho phép bán tàu khu trục Oliver Hazard Perry cho Đài Loan. Thỏa thuận này sẽ bao gồm việc thanh lý hai tàu khu trục nhỏ của Hải quân Hoa Kỳ, bán tên lửa chống tăng, xe đổ bộ tấn công và tên lửa đất đối không FIM-92 Stinger, giữa các tranh chấp lãnh thổ ở Biển Đông. Một khu nhà mới trị giá 250 triệu đô la cho Viện Hoa Kỳ tại Đài Loan đã được tiết lộ vào tháng 6 năm 2018, kèm theo một phái đoàn Mỹ "ít quan trọng". Chính quyền Trung Quốc đã tố cáo hành động này là vi phạm tuyên bố chính sách "một Trung Quốc" và yêu cầu Hoa Kỳ ngừng mọi quan hệ với Đài Loan mà không có sự giám sát của Trung Quốc. Năm 2019, Mỹ đã phê duyệt việc bán 108 xe tăng M1A2 Abrams và 250 tên lửa Stinger với giá 2,2 tỷ USD và 66 máy bay chiến đấu F-16V với giá 8 triệu USD. Với doanh số lớn như vậy, Trung Quốc tuyên bố sẽ xử phạt bất kỳ công ty nào liên quan đến các giao dịch.

### Hoa Kỳ - Philippines

Các yêu sách lãnh thổ chồng lấn ở quần đảo Trường Sa

Mối quan hệ giữa Hoa Kỳ và Philippines trong lịch sử đã rất bền chặt và được mô tả là Mối quan hệ đặc biệt. Hiệp ước phòng thủ lẫn nhau năm 1951 đã được tái khẳng định với Tuyên bố Manila tháng 11 năm 2011.

### Hoa Kỳ - Hàn Quốc

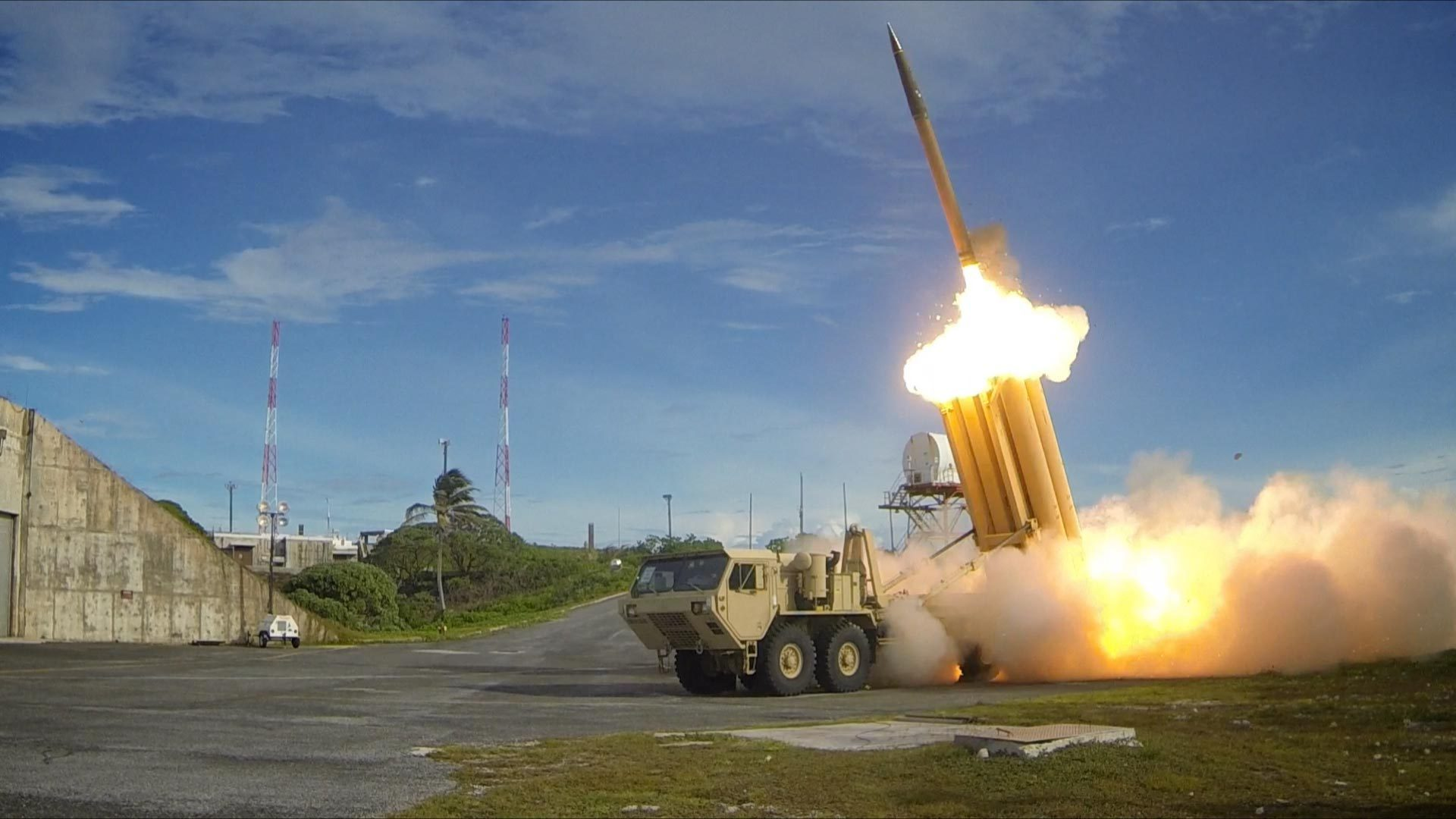
Hệ thống tên lửa THAAD

Mỹ tiếp tục tổ chức các căn cứ quân sự ở Hàn Quốc. Người Trung Quốc tin rằng việc triển khai Hệ thống tên lửa tầm cao giai đoạn cuối (THAAD) do Mỹ sản xuất trên bán đảo không phải nhằm mục đích đã nêu là bảo vệ chống lại Triều Tiên vũ trang hạt nhân, mà để làm suy yếu Lực lượng Tên lửa PLA trong trường hợp chiến tranh với Hoa Kỳ. Quyết định triển khai hệ thống của Hàn Quốc đã dẫn đến sự suy giảm đáng kể trong quan hệ Trung Quốc Hàn Quốc
HOA KỲ - NHẬT BẢN - ÚC -ẤN ĐỘ - VIỆT NAM - HÀN QUỐC - NEW ZEALAND
Vào tháng 5 - 2020, Mỹ lên kế hoạch mời thêm ba nước là Việt Nam, Hàn Quốc, New Zealand gia nhập liên minh tứ giác của Úc, Nhật, Ấn, Mỹ nhằm tăng thêm sức mạnh các nước khu vục, để dịch chuyển chuỗi cung ứng ra khỏi Trung Quốc. Đây là một chiến lươc nâng cao về hợp tác kinh tế thương mại, và an ninh quốc phòng, nhằm chứng minh khả năng ảnh hưởng của Mỹ đối với chién lược Châu Á Thái Bình Dương.

## Thử thách

### Úc
Úc có sự phụ thuộc ngày càng tăng vào thị trường Trung Quốc. Ngành công nghiệp khai thác của nước này đang bùng nổ do nhu cầu của Trung Quốc. Trong Chính quyền Bush thứ hai, trước chuyến thăm của Condoleezza Rice và cảnh báo của bà về việc Trung Quốc trở thành một "thế lực tiêu cực"  Bộ trưởng Ngoại giao Úc, Alexander Downer, cảnh báo rằng Úc không đồng ý với chính sách ngăn chặn Trung Quốc. Rice làm rõ rằng Hoa Kỳ không ủng hộ chính sách ngăn chặn.
Ngày 28.7.2020, ngoại trưởng Australia Marise Payne cho biết Canberra và Washington nhất trí với các quy tắc pháp luật cũng như nhắc lại cam kết giải quyết các vấn đề tại khu vực châu Á - Thái Bình Dương như Luật an ninh quốc gia Hồng Kông. Tuy nhiên bà khẳng định quan hệ Canberra - Bắc Kinh vô cùng quan trọng và họ không có ý định làm tổn hại tới nó. Australia hôm 23/7 đã đệ công hàm lên Liên Hợp Quốc, tuyên bố các yêu sách của Trung Quốc ở Biển Đông "không có giá trị và không phù hợp Công ước Liên Hợp Quốc về Luật Biển". Ngày 9.7, Australia thông báo đình chỉ hiệp ước dẫn độ với Hong Kong sau khi Trung Quốc đại lục áp luật an ninh mới tại thành phố.

### Ấn Độ
Ấn Độ là thành viên sáng lập của Phong trào Không liên kết, một nhóm các quốc gia hầu hết đang phát triển không chính thức liên kết với hoặc chống lại bất kỳ khối quyền lực lớn nào. Trong trụ cột của phong trào có "không chống lại nhau", "không can thiệp vào nội bộ của nhau" và "cùng tồn tại hòa bình". Cơ sở của Phong trào Không liên kết dựa trên các nguyên tắc trong một thỏa thuận năm 1954 về quan hệ Trung Quốc Ấn Độ, Năm nguyên tắc cùng tồn tại hòa bình.
Trung Quốc là đối tác thương mại lớn nhất của Ấn Độ. Chuyến thăm Ấn Độ của George W. Bush được coi là một nỗ lực thúc đẩy thương mại song phương và mở rộng ảnh hưởng của Mỹ, bằng cách cung cấp cho Ấn Độ công nghệ hạt nhân quan trọng. Trung Quốc là đối tác thương mại lớn thứ năm của Hoa Kỳ về xuất khẩu, nhưng Ấn Độ chỉ đứng thứ hai mươi tư.
Ngày 27/7 một quan chức Ấn Độ  cho biết, Ấn Độ  mở rộng lệnh cấm với 47 ứng dụng điện thoại Trung Quốc, không lâu sau thông báo chặn 59 ứng dụng khác như TikTok, WeChat sau những cuộc giao tranh biên giới vào tháng 6 đưa đến cái chết của 20 binh lính Ấn Độ.

### Nhật Bản
Trung Quốc đã vượt Mỹ trở thành đối tác thương mại lớn nhất của Nhật Bản.

### Philippines
Dưới thời Tổng thống Rodrigo Duterte, Philippines đã xây dựng mối quan hệ gần gũi hơn với Trung Quốc và đã cố gắng tách biệt vấn đề Biển Đông khỏi mối quan hệ toàn cục. Trong một bài phát biểu vào tháng 7 năm 2019, Tổng thống Duterte tuyên bố rằng Hoa Kỳ đã cố gắng sử dụng Philippines làm mồi nhử để gây xung đột khu vực và đối đầu với Trung Quốc qua các sự cố ở Biển Đông, "xúi giục" ông có hành động quân sự chống lại Trung Quốc và cam kết hỗ trợ của Hoa Kỳ thông qua các nghĩa vụ phòng thủ lẫn nhau. Ông Duterte mỉa mai "nếu Mỹ muốn Trung Quốc rời đi, và tôi không thể buộc họ... tôi muốn toàn bộ Hạm đội 7 của các lực lượng vũ trang của Hợp chủng quốc Hoa Kỳ ở đó... khi nào họ vào Biển Đông, tôi sẽ vào." Ông nói thêm, "bạn nghĩ người Philippines là gì, giun đất?... bây giờ, tôi nói, bạn mang máy bay, thuyền của bạn đến Biển Đông. Bắn phát súng đầu tiên, và chúng tôi ở ngay sau bạn. Xông lên đi, chúng ta cùng đánh."
Giải thích lý do Manila không theo đuổi thực thi phán quyết của Tòa Trọng tài Thường trực (PCA) năm 2016, trong đó khẳng định yêu sách "Đường chín đoạn" mà Bắc Kinh đơn phương vẽ ra trên Biển Đông là không có cơ sở, ngày  27.7.2020, Tổng thống Duterte thừa nhận ông bất lực trong vấn đề này, vì không muốn có chiến tranh với Trung Quốc.

### Hàn Quốc
Trung Quốc là đối tác thương mại lớn nhất của Hàn Quốc, với thương mại với Trung Quốc chiếm 25,1% xuất khẩu và 20,5% nhập khẩu.